# 贡士礁
贡士礁（越南语：／，意即北礁）位于南海南沙群岛双子群礁的东北端，西与北子岛相距1海里。是一个三角形暗礁，面積為3平方公里，涨潮时淹没。中国渔民向称“贡士沙”或“贡士线”，1983年公布名称为“贡士礁”。